# Pseudicius zebra
Pseudicius zebra là một loài nhện trong họ Salticidae.
Loài này thuộc chi Pseudicius. Pseudicius zebra được Eugène Simon miêu tả năm 1902.